# Borgne (rivière)
Pour les articles homonymes, voir Borgne.
La Borgne est une rivière de Suisse, affluent du Rhône, dans le canton du Valais.

## Géographie
Elle traverse le val d'Hérens et le village de Bramois. Elle prend sa source depuis la confluence de la Borgne d'Arolla et de la Borgne de Ferpècle, aux Haudères. Au bas de la vallée, elle s'enfonce dans des gorges profondes de près de 3 km de longueur, au bas desquelles se trouve l'ermitage de Longeborgne et se jette dans le Rhône à la cote 493 m/m.
Ses affluents principaux sont les torrents de la Manna, la Dixence et le Faran.
À Vex, elle est alimentée par les sources chaudes de Combioula.

### Cours

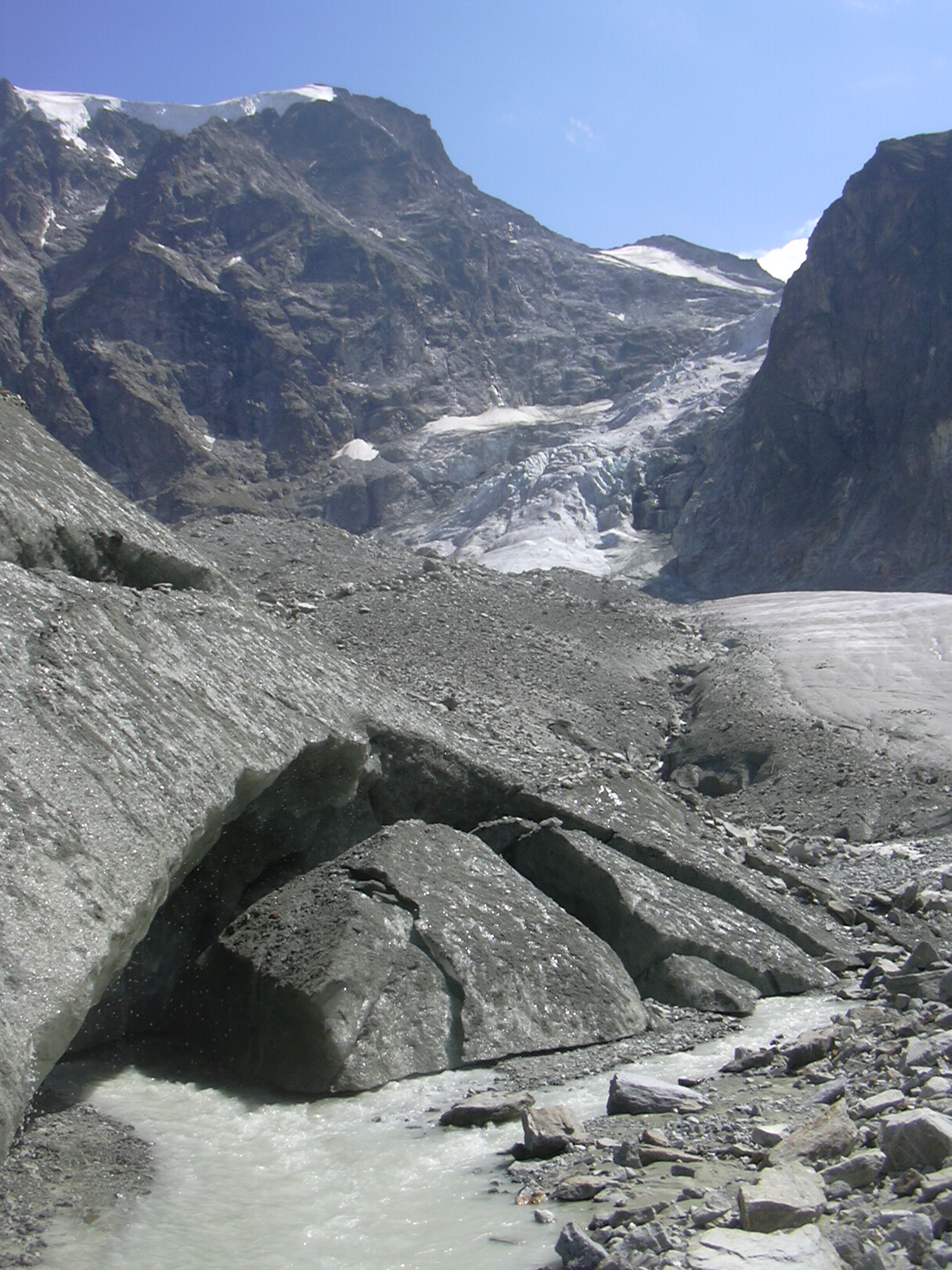
Source de la Borgne d’Arolla.
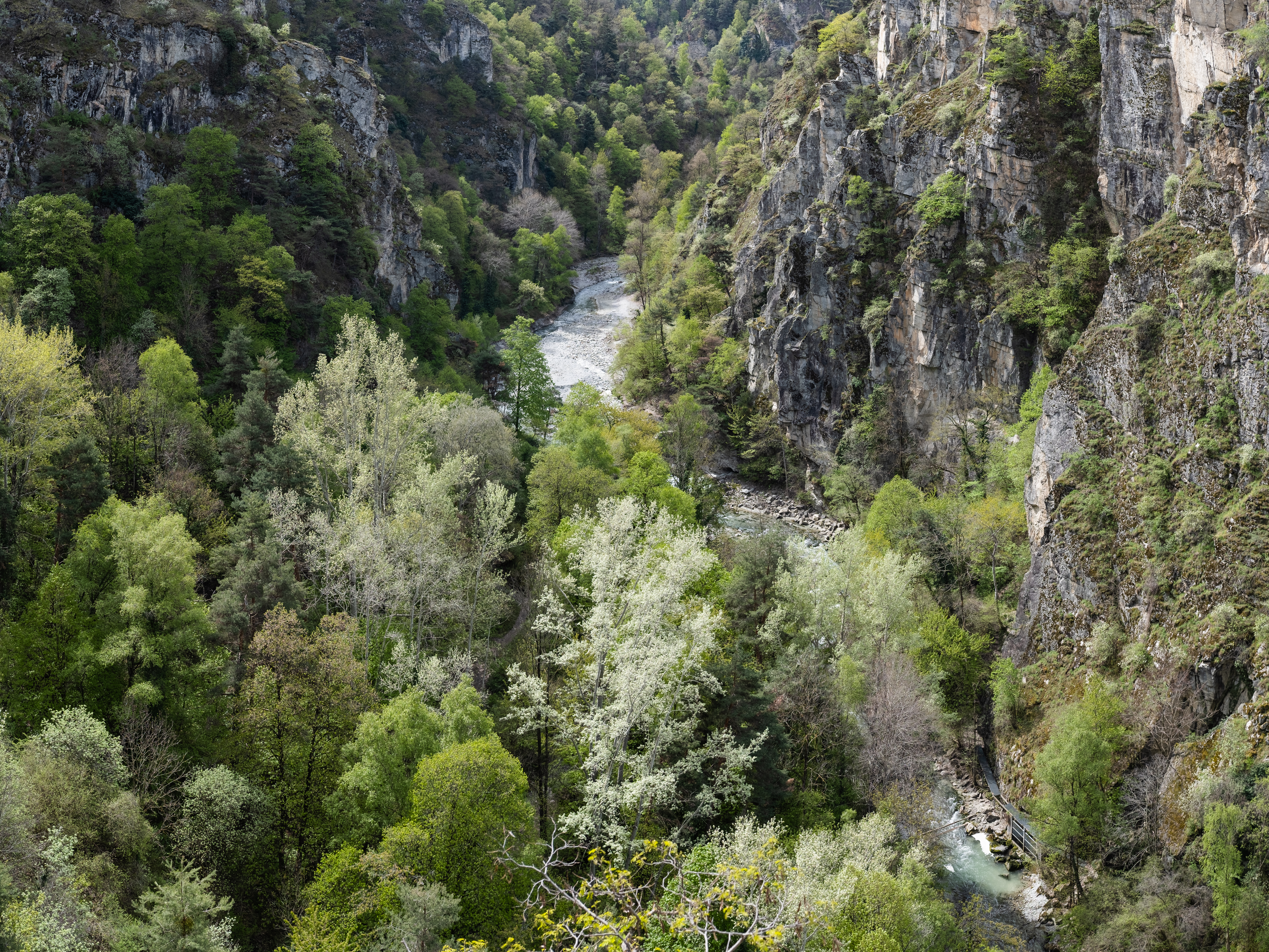
Les gorges de la Borgne vues de l'ermitage de Longeborgne.
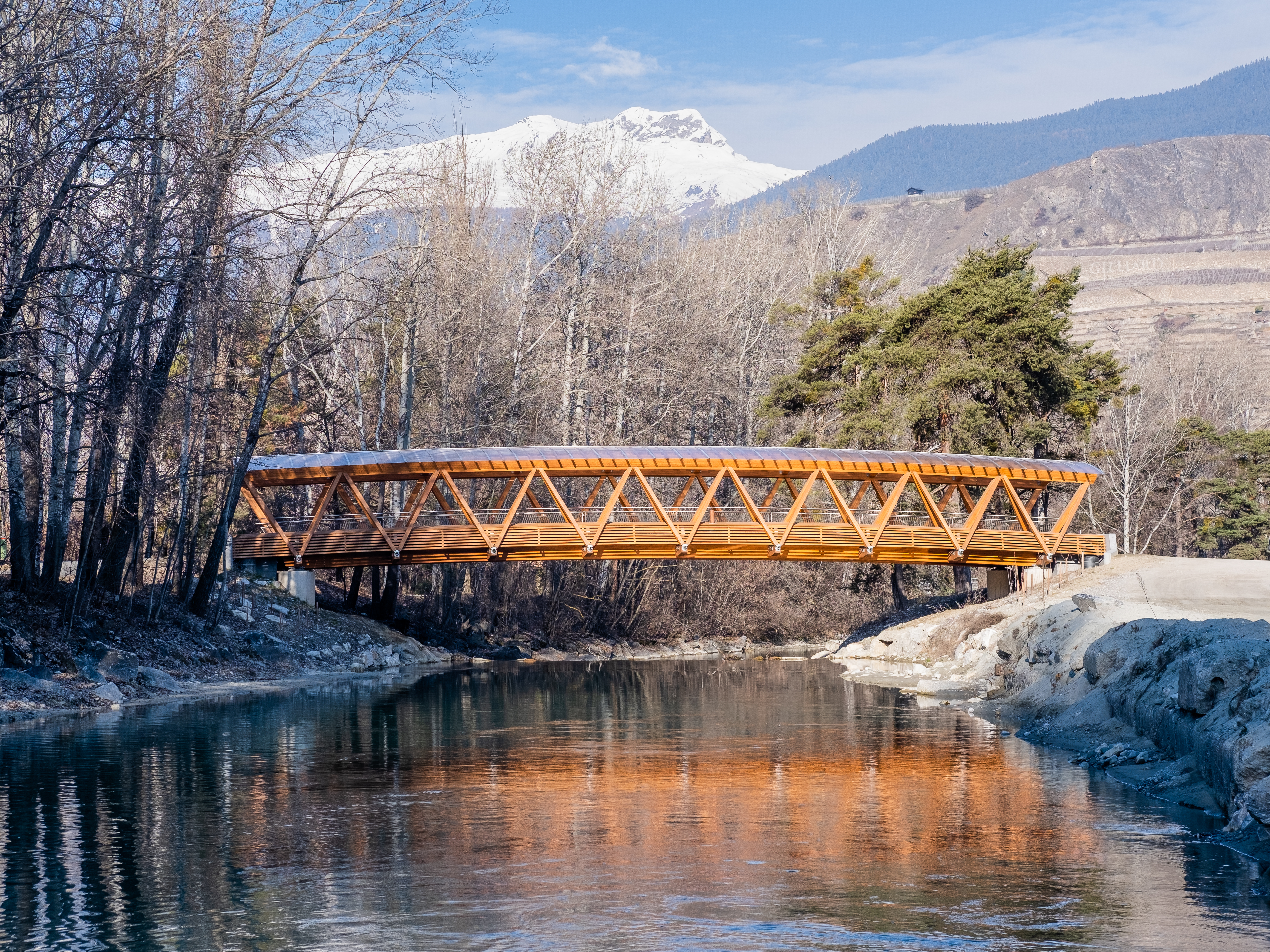
Passerelle en bois à Bramois.
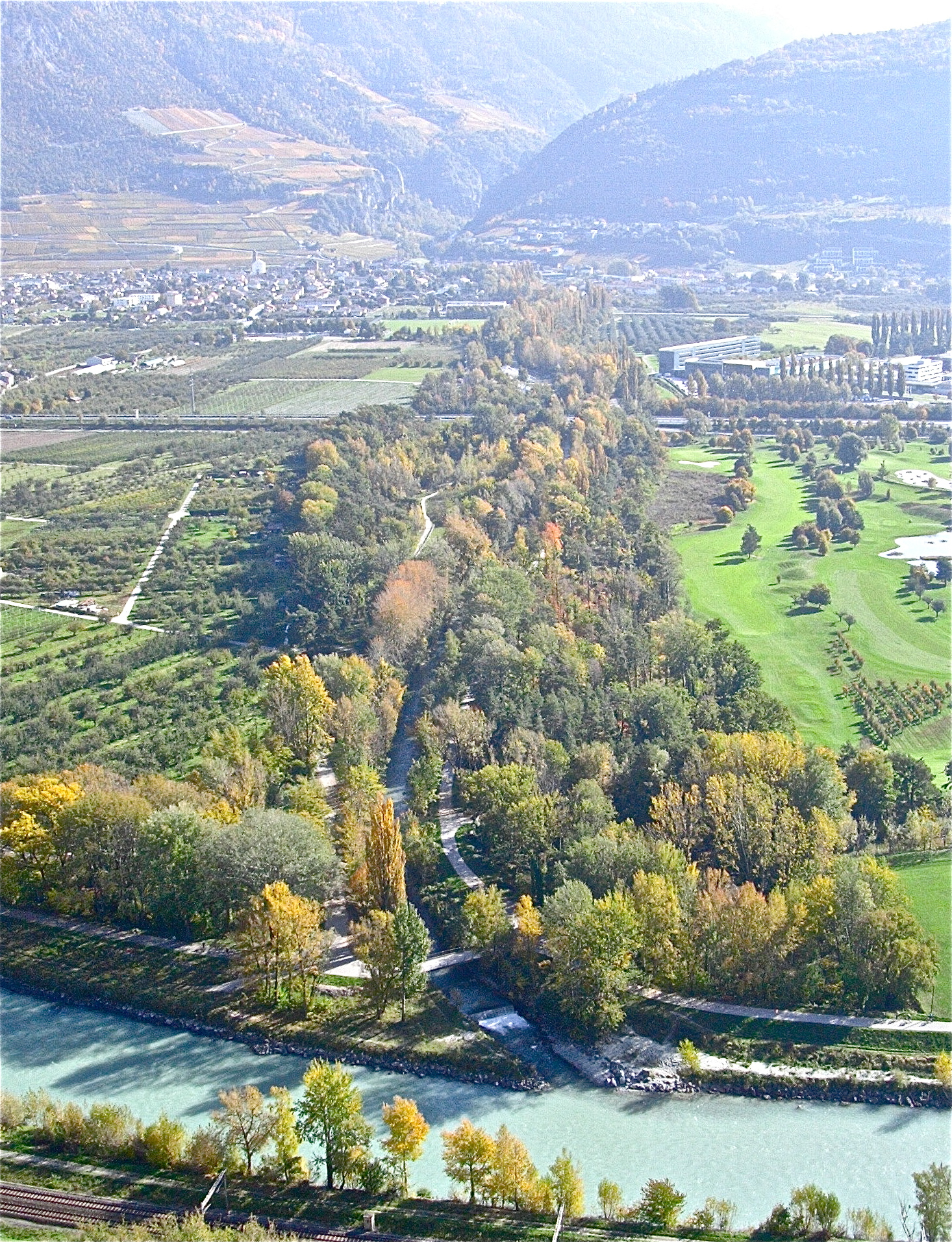
L'embourchure de la Borgne.

## Hydroélectricité
Une partie des eaux est captée pour les installations de la Grande Dixence, notamment au barrage de Ferpècle et à l'amont de la station de pompage d'Arolla. Une partie des eaux est captée au barrage de la Luette ainsi qu'au Sauterot (sur la Dixence) depuis 1915, produisant annuellement 85 GWh à la centrale de Bramois.

### Sources
- Carte topographique, Swisstopo